# Я убил Распутина
«Я убил Распутина» (фр. J'ai tué Raspoutine) — биографический фильм совместного франко-итальянского производства, снятый в 1967 году режиссёром Робером Оссейном.
Премьера фильма состоялась в Париже 3 мая 1967 года. Фильм открывал Каннский кинофестиваль 1967 года.

## Сюжет
После спасения жизни наследника, цесаревича Российской империи Алексея Николаевича, страдающего гемофилией, Григорий Распутин приобрёл влияние на императорскую семью и прежде всего на императрицу, супругу Николая II — Александру Фёдоровну, и становится неотъемлемой частью царского двора. Враги Распутина видят в нём причину поражений русской армии на полях сражений Первой мировой войны и устраивают заговор против «старца»-мистика.
Фильм построен на воспоминаниях князя Феликса Юсупова, одного из организаторов убийства Г. Распутина в ночь на 17 декабря 1916 года в Юсуповском дворце на Мойке в Петрограде.
Сценарий был одобрен Ф. Юсуповым, он также согласился появиться в фильме. Во вступительном интервью в фильме Юсупов продемонстрировал свою ненависть к Распутину, которая со временем не претерпела изменений.

## В ролях
- Герт Фрёбе — Григорий Распутин
- Питер МакИнери — князь Феликс Юсупов
- Робер Оссейн — Серж Сухотин
- Клод Женя — мадам Головина
- Джеральдина Чаплин — Муня Головина
- Иван Десни — великий князь Александр Михайлович
- Роже Пиго — В. М. Пуришкевич
- Патрик Балкани — великий князь Дмитрий Павлович
- Айра фон Фюрстенберг — княжна Ирина Юсупова
- Франс Делаль — великая княгиня Ксения Александровна
- Николя Фогель — доктор Станислав Лазоверт
- Катя Ченко (Кравченко) — последовательница Распутина
- Нан Жермон — последовательница Распутина
- Леа Грэй — последовательница Распутина
- Беатрис Костантини — последовательница Распутина
- Наталья Лубкова — последовательница Распутина
- Гиска Ладевиг — последовательница Распутина
- Робер ле Бил — Довенко
- Рената Бирго — медсестра
- Робер Фавар
- Робер Берри — слуга Юсупова
- Умберто Д’Орси
- Кло Ванеско
- Дороте Бланк — царица Александра Фёдоровна (нет в титрах)
- Сильвия Д’Хэцзе — дочь Распутина
- Жан-Пьерр Лаверн — шофёр
- Ги Делорм — русский солдат (нет в титрах)
- Ален Деко — камео
- Феликс Феликсович Юсупов — камео
- Ирина Александровна Романова — камео